# خوسيه لارديت
خوسيه لارديت (مواليد 23 فبراير 1990) هو ملاكم كوبي، مثّل بلاده في الألعاب الأولمبية الصيفية 2012.

## روابط خارجية
خوسيه لارديت على موقع بوكس ريك (الإنجليزية) (registration required)
- خوسيه لارديت على موقع Tapology.com (الإنجليزية)
- خوسيه لارديت على موقع اللجنة الأولمبية الدولية (الإنجليزية)
- خوسيه لارديت على موقع أوليمبيديا (الإنجليزية)